# HLAS – sociálna demokracia
HLAS – sociálna demokracia (ook wel HLAS-SD) is een Slowaakse politieke partij. De partij werd in 2020 opgericht door dissidenten van SMER - sociálna demokracia onder leiding van voormalig premier en president Peter Pellegrini. Normaal gesproken behoort HLAS op Europees niveau tot de Partij van Europese Socialisten (PES) en maakt het in het Europees Parlement deel uit van de Progressieve Alliantie van Socialisten en Democraten (S&D). In oktober 2023 werd HLAS door beide groepen echter geschorst nadat het op nationaal niveau een regering had gesmeed met de nationalistische Slowaakse Nationale Partij.
Bij vervroegde parlementsverkiezingen in september 2023 won HLAS 14,7% van de stemmen en 27 zetels. Daarmee kreeg de partij een sleutelrol in de daaropvolgende regeringsonderhandelingen. In oktober 2023 stapte HLAS samen met SMER-SD en de Slowaakse Nationale Partij in een coalitieregering, onder leiding van terugkerend premier Robert Fico. Pellegrini zelf werd benoemd tot voorzitter van de Nationale Raad, een functie die hij eerder al bekleed had tussen 2014 en 2016. Pellegrini won in april 2024 de presidentsverkiezingen.